# Proton Tiara
La Proton Tiara est une automobile malaisienne produite entre 1996 et 2000. Elle est basée sur la Citroën AX, conçue dans les années 1980. La Proton Savvy lui a succédé.